# União Perpétua

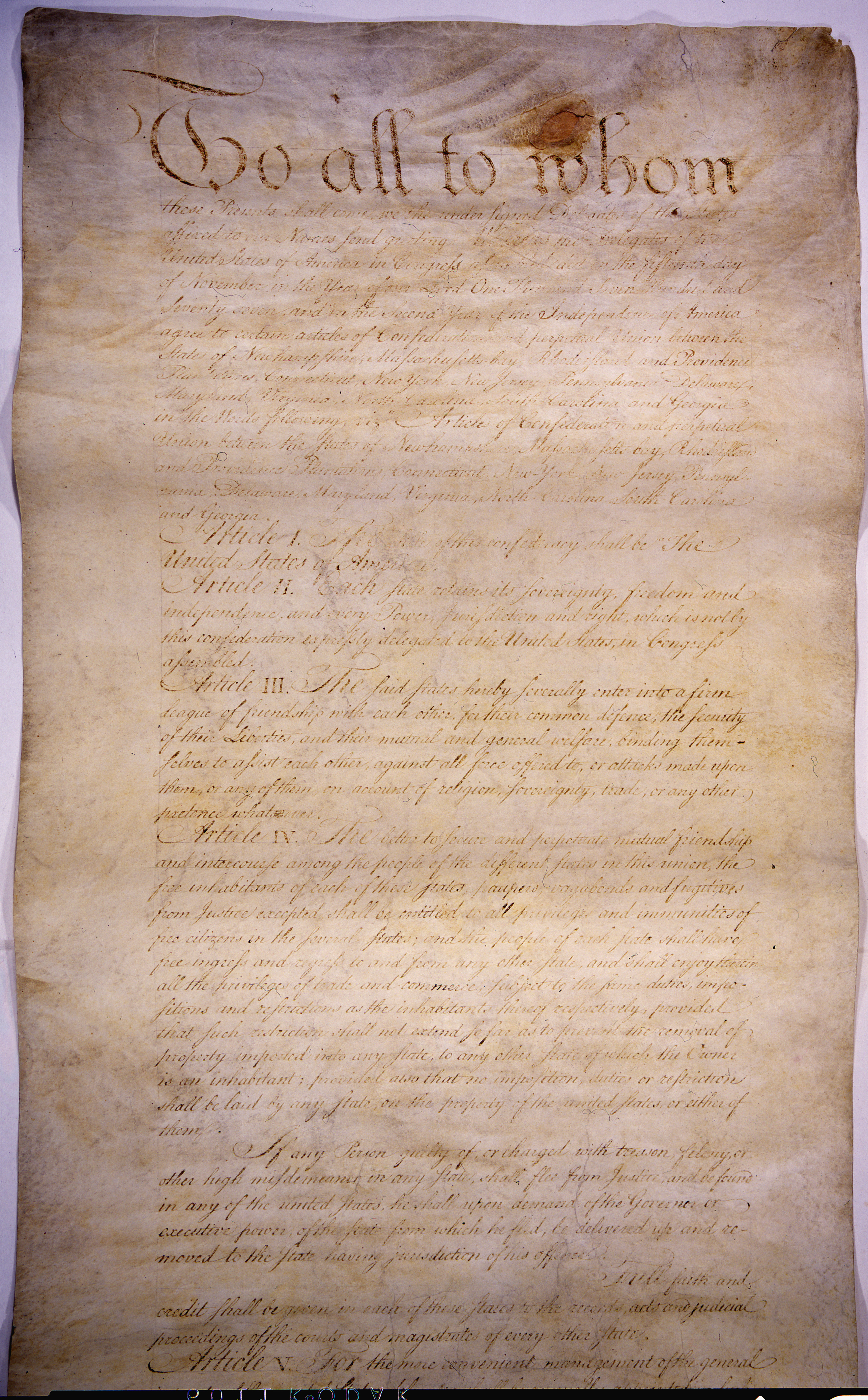
Artigos da Confederação e União Perpétua.

A União Perpétua é uma característica dos Artigos da Confederação e União Perpétua, que estabeleceram os Estados Unidos da América como uma entidade política e, sob o direito constitucional posterior, significa que os estados dos EUA não têm permissão para se retirar da União.
Os Artigos da Confederação detalhavam os direitos, responsabilidades e poderes dos recém-independentes Estados Unidos da América. No entanto, os Artigos forneciam um sistema de governo considerado fraco demais pelos nacionalistas, liderados por George Washington. Eles foram substituídos em 1789 pela ratificação da Constituição dos EUA, um documento redigido e aprovado na Convenção Constitucional de 1787.

## Origens históricas
O conceito de uma união dos Estados Americanos Britânicos surgiu gradualmente durante a década de 1770, à medida que a luta pela independência avançava. Em seu primeiro discurso inaugural, em 4 de março de 1861, Abraham Lincoln declarou:

A União é muito mais antiga do que a Constituição. Ela foi formada, de fato, pelos Artigos de Associação em 1774. Foi amadurecida e continuada pela Declaração da Independência em 1776. Foi ainda mais amadurecida, e a fé de todos os então treze Estados expressamente empenhada e comprometida para que fosse perpétua, pelos Artigos da Confederação em 1778. E, finalmente, em 1787, um dos objetivos declarados para ordenar e estabelecer a Constituição foi formar uma união mais perfeita.— Abraham Lincoln «Abraham Lincoln's First Inaugural Address on March 4, 1861». AMDOCS: Documents for the Study of American History. 4 de março de 1861. Consultado em 27 de outubro de 2009
Um passo significativo foi dado em 12 de junho de 1776, quando o Segundo Congresso Continental aprovou a redação dos Artigos da Confederação, após uma aprovação semelhante para redigir a Declaração de Independência em 11 de junho. O objetivo dos Artigos era não apenas definir o relacionamento entre os novos estados, mas também estipular a natureza permanente da nova união. Assim, o Artigo XIII declara que a União "será perpétua". Embora o processo de ratificação dos Artigos tenha começado em 1777, a União só se tornou uma entidade legal em 1781, quando todos os estados ratificaram o acordo. O Segundo Congresso Continental aprovou os Artigos para ratificação pelos estados soberanos em 15 de novembro de 1777, o que ocorreu entre julho de 1778 e março de 1781.
A 13.ª ratificação, por Maryland, foi adiada por vários anos devido a conflitos de interesse com outros estados, incluindo as Reivindicações de terras ocidentais da Virgínia. Após a Virgínia aprovar uma lei em 2 de janeiro de 1781 renunciando às reivindicações, o caminho foi liberado. Em 2 de fevereiro de 1781, a legislatura estadual de Maryland, em Annapolis, aprovou a lei de ratificação e, em 1.º de março de 1781, os delegados de Maryland ao Segundo Congresso Continental em Filadélfia assinaram formalmente o acordo. A ratificação final dos Artigos da Confederação e da União Perpétua por Maryland estabeleceu o consentimento unânime necessário para a criação legal dos Estados Unidos da América.

## Significado
Desde o início, a União teve importância nos assuntos nacionais. Havia um senso de urgência em completar a União legal durante a Guerra de Independência dos Estados Unidos. O ato de ratificação de Maryland declarou: "[F]oi dito que o inimigo comum é encorajado por este Estado não aderir à Confederação, a esperar que a união dos estados-irmãos possa ser dissolvida". A natureza da União foi amplamente debatida durante um período que se estendeu desde a década de 1830 até seu clímax durante a Guerra Civil Americana. Durante a guerra, os estados que permaneceram nos EUA e não aderiram aos Confederados eram chamados de "União".

## Base constitucional
Quando a Constituição dos Estados Unidos substituiu os Artigos, nada nela afirmava expressamente que a União é perpétua. Mesmo após a Guerra Civil, que foi travada pelos EUA para impedir que onze estados escravistas do sul deixassem a União, alguns ainda questionavam se tal inviolabilidade sobreviveria após a Constituição substituir os Artigos. Essa incerteza também decorre do fato de que a Constituição não foi ratificada unanimemente antes de entrar em vigor, como exigido pelos Artigos (dois estados, Carolina do Norte e Rhode Island, ainda não haviam ratificado quando George Washington assumiu como primeiro presidente dos EUA). A Suprema Corte dos Estados Unidos decidiu sobre essa questão no caso Texas v. White de 1869. No caso, a Corte declarou que os redatores pretendiam que a perpetuidade da União sobrevivesse:

Por [meio dos Artigos da Confederação], a União foi solenemente declarada como "perpétua". E quando esses Artigos foram considerados inadequados às exigências do país, a Constituição foi promulgada "para formar uma união mais perfeita". É difícil transmitir a ideia de unidade indissolúvel mais claramente do que por essas palavras. O que pode ser indissolúvel, se uma União perpétua, tornada mais perfeita, não o for?... Quando, portanto, [um estado] tornou-se um dos Estados Unidos, entrou em uma relação indissolúvel. Todas as obrigações de união perpétua, e todas as garantias de governo republicano na União, foram imediatamente aplicadas ao Estado. O ato que consumou sua admissão na União foi algo mais do que um pacto; foi a incorporação de um novo membro no corpo político. E foi final. Suprema Corte dos EUA, Texas v. White (1869).
Durante a ratificação da Constituição, as ratificações por Nova Iorque, Virgínia e Rhode Island incluíam linguagem reservando o direito desses estados de se retirarem do sistema federal dos EUA, se julgassem estar sendo "prejudicados" pelo arranjo. Na ratificação da Virgínia, essa reserva é declarada assim: "...o Povo da Virgínia declara e torna conhecido que os poderes concedidos sob a Constituição, sendo derivados do Povo dos Estados Unidos, podem ser retomados por eles sempre que os mesmos forem pervertidos para seu prejuízo ou opressão..."
No entanto, em uma carta de 1788 para Alexander Hamilton, James Madison desaprovou tal linguagem, e afirmou:

Minha opinião é que uma reserva do direito de se retirar ... é uma ratificação condicional... Os pactos devem ser recíprocos... A Constituição exige uma adoção integral, e para sempre. Foi assim adotada pelos outros Estados.— James Madison Carta a Alexander Hamilton (20 de julho de 1788).
Hamilton e John Jay concordaram com Madison, afirmando que "reservar um direito de se retirar [era] inconsistente com a Constituição, e não era uma ratificação". A convenção de Nova Iorque acabou ratificando a Constituição sem incluir a linguagem proposta pelos antifederalistas. Gouverneur Morris, frequentemente chamado de "escriba da Constituição", por outro lado, argumentou durante a Guerra de 1812 que os estados poderiam se separar sob certas condições.
No seu primeiro discurso inaugural, George Washington referiu-se a uma "união indissolúvel", e em seu discurso de despedida ao país, afirmou que os americanos deveriam manter "a segurança de sua união e o avanço de sua felicidade". Em seu discurso de despedida, Washington declarou que a união dos estados era "sua união, e o afeto fraternal pode ser perpétuo", e exortando os americanos a mantê-la, afirmou que "deveriam estimar adequadamente o imenso valor da sua União nacional para a sua felicidade coletiva e individual". Patrick Henry, pouco antes de sua morte, exortou os americanos a não "se dividirem em facções que devem destruir essa união da qual depende nossa existência".

## Princípios semelhantes
O conceito de união perpétua apareceu anteriormente no pensamento político europeu. Em 1532, Francisco I de França assinou o Tratado de União Perpétua (fr. Traité d'Union Perpétuelle), que prometia a liberdade e os privilégios do Ducado da Bretanha dentro do Reino da França. Em 1713, Abade Charles de Saint-Pierre apresentou um plano intitulado "Um projeto para estabelecer uma paz perpétua na Europa", no qual o Artigo 1º afirmava:

Haverá, a partir deste dia, uma Sociedade, uma União permanente e perpétua entre os Soberanos signatários. Chris Brown; Terry Nardin; Nicholas J. Rengger (2002). International relations in political thought: texts from the ancient Greeks to the 1st World War. [S.l.]: Cambridge University Press
Por si só, a palavra perpétuo aparece muito antes na história do pensamento político. Em janeiro de 44 a.C., moedas de Denário foram cunhadas com a imagem de Júlio César e a inscrição em Latim: Caesar Dic(tator) in Perpetuo.
O contraste pode ser observado no corolário superficialmente semelhante da união entre Escócia e Inglaterra, estabelecido na seção 1 do Ato de União de 1707. Essa seção declara "que os dois Reinos da Escócia e Inglaterra deverão, a partir do primeiro dia de maio subsequente à data deste, e para sempre, ser unidos em um só Reino sob o nome de Grã-Bretanha". O Ato de União de 1801, unindo a Grã-Bretanha e a Irlanda, foi estabelecido em termos semelhantes, mas o Estado Livre Irlandês, posteriormente a República da Irlanda, se separou da União em 1922. A doutrina da soberania parlamentar no Reino Unido impediu a criação de uma "lei superior" para proteger o Ato de União, uma doutrina jurídica confirmada após o Brexit no caso re Jim Allister quando políticos unionistas da Irlanda do Norte tentaram impugnar judicialmente o Protocolo da Irlanda do Norte alegando que violava o Ato e o Tratado de União. O tribunal concluiu que, embora o Protocolo tenha revogado provisões do Ato por implicação, o Parlamento era plenamente livre para fazê-lo, já que nem mesmo o Ato de União possuía status legal especial ou protegido.